# Vasili Nikolayevich Aleynikov
Bản mẫu:Eastern Slavic name
Vasili Nikolayevich Aleynikov (tiếng Nga: Василий Николаевич Алейников; sinh ngày 15 tháng 5 năm 1995) là một cầu thủ bóng đá người Nga thi đấu cho F.K. Amkar Perm.

## Sự nghiệp câu lạc bộ
Anh có màn ra mắt tại Giải bóng đá chuyên nghiệp quốc gia Nga cho FC Pskov-747 Pskov vào ngày 20 tháng 7 năm 2015 trong trận đấu với FC Solyaris Moscow.